# Émile Doumergue
Émile Doumergue (* 25. November 1844 in Nîmes; † 14. Februar 1937 in Montauban) war ein reformierter Theologe aus Frankreich.
Nach Studien an der Universität Genf, in Montauban und Deutschland wurde er 1880 Professor für Kirchengeschichte an der Theologischen Fakultät in Montauban und 1907–1919 Dekan. Er beschäftigte sich vor allem mit dem Leben und Werk von Johannes Calvin und kämpfte als konservativer Calvinist gegen das Vordringen der liberalen Theologie in Frankreich. Doumergue verfasste die Inschrift für den Servetus-Gedenkstein in Genf.
Doumergue wurde 1901 von der Universität Genf mit der Ehrendoktorwürde ausgezeichnet.